# Morlanwelz-Mariemont
Morlanwelz-Mariemont (wa. Marlanwé-Marimont) – dzielnica (section) gminy Morlanwelz w Belgii, w Regionie Walońskim, w prowincji Hainaut, w okręgu La Louvière. 1 stycznia 2020 roku liczyła 9467 mieszkańców. Do 31 grudnia 1976 samodzielna gmina.

## Demografia
Liczba mieszkańców, stan na 1 stycznia:
| Rok                | 1930 | 1947 | 1961 | 2020 |
| ------------------ | ---- | ---- | ---- | ---- |
| Liczba mieszkańców | 8258 | 8731 | 8082 | 9467 |